# Ruituil
De ruituil (Xestia stigmatica) is een nachtvlinder uit de familie van de uilen (Noctuidae). 

## Beschrijving
De voorvleugellengte bedraagt tussen de 17 en 20 millimeter. De grondkleur van de voorvleugels is bruin tot paarsbruin. Tegen het buitenste zoomveld bevindt zich een golvende donkere band.

## Waardplanten
De rups is te vinden van september tot in mei. Deze is polyfaag. Voor de overwintering eet de rups van de ruituil diverse kruidachtige planten, erna ook houtige. De vlinder kent één generatie die vliegt in juli en augustus.

## Voorkomen
De soort komt verspreid over Europa voor en aangrenzend tot Kazachstan. De ruituil is in Nederland en België een zeer zeldzame soort. In Nederland is de soort slechts tweemaal gezien in de Deurnese Peel.